# Güiro
Il guiro (dallo spagnolo güiro) è uno strumento musicale a sfregamento della famiglia degli idiofoni.

## Il nome
Altri nomi con cui è conosciuto il Güiro sono: Calabazo, Guayo, Ralladera, Rascador, Guero.
Esistono poi strumenti molto simili, come il reco-reco brasiliano.
Non va confuso con il termine Güiro che è un altro nome dello Shekere.
Tradizionalmente il güiro viene realizzato svuotando i frutti della güira, da cui prende il nome, ma ormai ne esistono versioni più moderne in fibra di vetro, plastica e metallo.

## Utilizzo
La tecnica di esecuzione è molto semplice: un bastoncino viene sfregato contro la scanalatura dello strumento producendo suoni brevi e secchi simili a quelli della raganella.

Viene utilizzato in vari generi di musica latinoamericana come Rumba, Cumbia 
, Salsa, Punto guajiro, Cha cha cha, Merengue, Bomba, Samba.